# 布波能母遅久奴須奴神
布波能母遅久奴須奴神（フハノモヂクヌスヌ、現代仮名遣い：フワノモジクヌスヌ）は、日本神話に登場する神。

## 概要
『古事記』において十七世神の一柱である国津神とされ、粟鹿神社の書物『粟鹿大明神元記』には布波能母知汙那須奴（フハノモチウナスヌ）と表記されている。

## 考証
「母遅」は大穴牟遅神の「牟遅」、大日孁貴神の「貴」（むち）と同じで「尊貴」の意、「久奴」は「国主」の意とする説があり、須佐之男命の第一世の子、八島士奴美神が大国主神の誕生を予期するのと同様に、この神は大穴牟遅神の誕生の前ぶれに当たるとする説がある。
「布波」が「含（ふふ）む」の語幹フフと同根でまだ開ききらない状態、すなわち「蕾」（母神の性質）のことを言い、「母遅」は上記と同じく「牟遅」と取り、「布波能母遅」を「久奴須奴」にかかる美称とし、「久奴須」は「国巣」で「巣」は人の住居の意、「奴」は主の意として、父神八島士奴美神の島々の領有者としての性質と母神木花知流比売の桜の花が散るという性質を受けて、名義は「将来ある蕾の貴人の、国の住居地の主」とする説がある。
また、「久奴須」を「国洲」「国砂」ととり、国土としての中洲あるいは国土を形成している土砂の意とする説がある。この説を受けて、また、「布波」をふわふわしたものとし、「母遅」を「持ち」で支える意と取り、母神、木花知流比売とも関連させて、「ふわふわした花びらの如き原初の国土を支える国土の土砂の」神の意として、国土創生に関わらせて解する説がある。

## 系譜

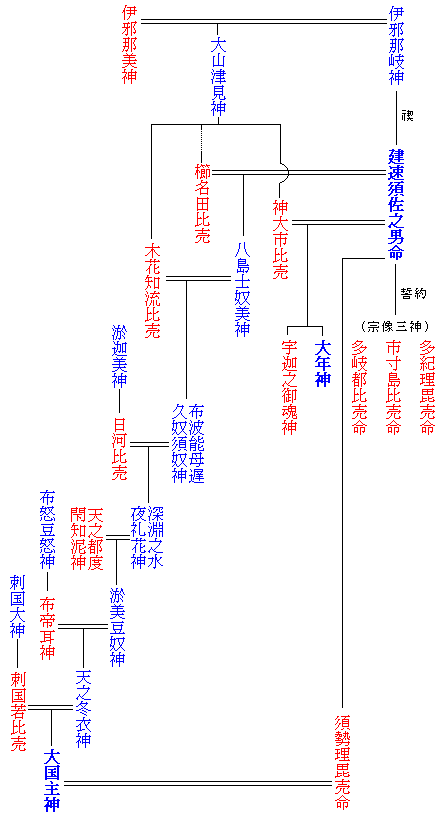
須佐之男命から大国主神までの系図（『古事記』による）。青は男神、赤は女神

八島士奴美神と木花知流比売の子で、淤迦美神の娘日河比売を娶って深淵之水夜礼花神を生んでいる。
粟鹿大明神元記の系図では阿麻乃都刀閇乃知尼を娶って意弥都奴を生んだとある。